# 南营街道
南营街道，是中华人民共和国湖北省襄阳市宜城市下辖的一个乡镇级行政单位。

## 行政区划
南营街道下辖以下地区：
南营社区、老南营社区、铁炼村、土城村、五连村、南营村、龚垴村、万洋村、东台村、桐树村、官庄村、龙潭村、安垴村、韩公村、金山村、三桥村、南洲村、十方堰村、财神庙村、王家湾村和杨溪铺村。